# РАФ-2910
РАФ-2910 — микроавтобус на электрической тяге, созданный на базе РАФ-2203.

## История
РАФ-2910 был разработан для перевозки судей во время спортивных соревнований по ходьбе и марафонскому бегу во время Олимпиады 1980 года.
Спортивный судейский автомобиль должен был минимально влиять на спортсменов, поэтому для создания бесшумного и бездымного автобуса конструкторы РАФ выбрали электрическую тягу.
Автомобиль развивал скорость до 50 км/час при запасе хода 100 км.
Кузов микроавтобуса был переоборудован и состоял из трёх отсеков: кабина водителя, судейский салон, зона аккумуляторной батареи. На передней панели кузова под лобовым стеклом сделана надпись «СУДЕЙСКАЯ». На дверях — эмблема Московской олимпиады. На боковых панелях тоже надпись «СУДЕЙСКАЯ». На крыше могло быть установлено судейское информационное табло, которое нормально никогда не работало, а поэтому было демонтировано.
В салоне находился рабочий стол у передней стенки, направленный по ходу движения, поворачивающиеся кресла, второй стол в задней части против хода движения. Двери сделаны справа и слева. Справа у двери закреплён огнетушитель. Под крышкой стола находится блок автоматики и аккумуляторы для питания судейской аппаратуры: магнитофона, секундомеров.
Задняя часть кузова предназначена для тяговых никель-цинковых аккумуляторов и отделена от салона герметичным кожухом. Для доступа к аккумуляторам сзади сделан специальный люк в половину высоты автомобиля. Вместо долгой зарядки эти батареи следовало быстро заменять специальным погрузчиком. Верхняя половина задней стенки закрывалась стеклом.
В дальнейшем, специалисты Всесоюзного научно-исследовательского института источников тока и туркменские гелиотехники продолжили испытания РАФ-2910 в Ашхабаде, к июню 1983 года максимальная скорость электромобиля была повышена до 50 км/ч при сохранении запаса хода в 100 км.